# Dom Muzeum Ignacia Zuloagi
Dom Muzeum Ignacia Zuloagi (hiszp. Casa-Museo de Zuloaga) – muzeum poświęcone życiu i twórczości hiszpańskiego malarza Ignacia Zuloagi mieszczące się w jego domu w Zumaii w Kraju Basków. 
Muzeum jest podzielone jest na dwie części: w pierwszej eksponowane są dzieła Zuloagi, a w drugiej obrazy z jego prywatnej kolekcji sztuki. Zawiera ona  m.in. obrazy El Greca, Zurbarána, Francisca Goi, Vicentego Lópeza i Gutiérreza Solany, a także rzeźby Rodina i ceramikę grecką. 